# Miniclip
Miniclip er en virksomhed, som udvikler, udgiver og distribuerer spil. 
Virksomheden blev grundlagt i 2001 og er brugt af en publikum i over 195 lande, og på seks kontinenter. 
Miniclip blev kåret tre gange som værende den bedste online-spilhjemmeside.Miniclip producerer og distribuerer spil til en bred publikum på over 250 millioner og har over 4 milliarder spil downloads.

## Ekstern henvisning
- Miniclip.com